# 王繼成
王继成，五代十国時期光州固始县（今河南省固始县）人，閩國天德帝王延政的侄子。
朱文进灭王曦，王继成与王继勋二人因为和皇室疏远，获德保全。留从效在泉州奉王继勋，漳州将程谟杀漳州刺史程文纬，立王继成为权漳州事。王继成向南唐投降，很久以后，南唐李璟改王继成为和州刺史，于是他最后在和州去世。